# Подгорне
Подгорне (рос. Подгорное) — селище Багратіоновського району, Калінінградської області Росії. Входить до складу Долгоруковського сільського поселення.
Населення — 274 особи (2015 рік).